# Pallisentis cholodkowskyi
Pallisentis cholodkowskyi är en hakmaskart som först beskrevs av Kostylev 1928.  Pallisentis cholodkowskyi ingår i släktet Pallisentis och familjen Quadrigyridae. Inga underarter finns listade i Catalogue of Life.